# 宋禮 (成化進士)
宋禮，字惟寅，浙江錢塘縣人，順天府大興縣匠籍，明朝政治人物。進士出身。

## 生平
早年出身府學增廣生，成化十三年（1477年），登丁酉科順天府鄉試第一名（解元）。成化十四年（1478年）聯捷戊戌科會試第三十名，殿試登進士第二甲第九十二名。

## 家族
曾祖父宋恭。祖父宋永善。父亲宋廷玉。